# Russian Circles
Russian Circles (МФА [rʌʃən sɜːkl̩z], с англ. — «русские круги») — американская инструментальная пост-метал группа из Чикаго, состоящая из трёх участников.
Выступая в настоящий момент в основном в качестве хедлайнеров, на заре своей карьеры они участвовали в совместных турах с такими коллективами, как Boris, Isis, Red Sparowes, Minus the Bear, Daughters, Coheed and Cambria, Mono и Pelican наряду с появлением на музыкальном фестивале South by Southwest в 2006 году и на Bonnaroo в 2009.
Также они выступали на разогреве у группы Tool во время их первого тура по Соединённому Королевству в 2007 году.
Название коллектива позаимствовано из тренировочного упражнения, используемого в хоккее.

## История
Группа была основана в конце 2004 года бывшими участниками группы Dakota/Dakota гитаристом Майком Салливаном (англ. Mike Sullivan) и басистом Колином ДеКьюайпером (англ. Colin DeKuiper). Вскоре к участию в коллективе был привлечён барабанщик Дэйв Тёрнкранц (англ. Dave Turncrantz), прежде игравший в сент-луисской группе Riddle of Steel.
Первым же своим полноформатным релизом, получившим название Enter (16 мая 2006 г), группа достигла успеха, сравнимого с тем, который имели такие ветераны пост-рока, как Mogwai или GY!BE. Дебютный альбом звучал как металлизированный пост-рок, несмотря на инструментальный минимализм. Обходясь всего лишь одной гитарой, басом и ударными, музыканты сумели создать запоминающийся альбом, который был поставлен критиками в один ряд с работами таких коллективов, как Pelican (с которыми они в дальнейшем отправились в тур по США).
Осенью 2007 года было сообщено, что группа рассталась с Колином ДеКьюайпером. В результате все басовые партии на их втором альбоме, названном Station, были записаны бывшим участником Botch и These Arms Are Snakes Брайаном Куком , который впоследствии присоединился к коллективу в качестве постоянного участника.
Третий полноформатный альбом команды, получивший название Geneva, был выпущен 20 октября 2009 года и достиг 24 позиции в Billboard Heatseekers chart. Трек «Fathom» c этого альбома использовался в компьютерной игре Dead Space 2 и в её трейлере.
В 2011 году Russian Circles подписали контракт с лейблом Sargent House, который прежде занимался лишь эксклюзивным выпуском ограниченных тиражей альбомов группы на виниле. Их четвёртый студийный альбом Empros вышел в свет 25 октября 2011 года. Вслед за релизом последовал тур в поддержку альбома, который прошёл совместно с Deafheaven.
В мае 2013 года группа приступила к записи своего пятого студийного альбома, продюсированием которого занялся Брэндон Кёртис. Альбом, получивший название Memorial и записанный при участии приглашённой вокалистки Челси Вулф, был выпущен в конце октября 2013 года. Совместно в качестве хедлайнеров они приступили к туру по Соединённому Королевству и Европе, который прошёл осенью.

## Дискография

### Альбомы
- Enter[англ.] — 16 мая 2006, Flameshovel / Sargent House[англ.] (винил)
- Station[англ.] — 6 мая 2008, Suicide Squeeze Records[англ.] / Sargent House (винил)
- Geneva[англ.] — 20 октября 2009, Suicide Squeeze Records / Sargent House (винил)
- Empros — 25 октября 2011, Sargent House
- Memorial — 29 октября 2013, Sargent House
- Guidance[англ.] — 2016, Sargent House
- Blood Year[англ.] — 2019, Sargent House
- Gnosis — 2022, Sargent House

### EPs
- Russian Circles EP — 2004, издан группой самостоятельно

### Концертные альбомы
- Live at Dunk! Fest[англ.] — 2017, Sargent House

### Синглы/Сплиты
- «Upper Ninety» — 25 июля 2006, Suicide Squeeze Records
- Russian Circles / These Arms Are Snakes 12″ (совместно с These Arms Are Snakes[англ.]) — 2008, Sargent House